# Torre de vigilancia
Torre de vigilància és una obra pictórica sense títol, realitzada a 1984 per Sigmar Polke, pintor alemany postmodern, especialment popular al món del Pop art i del Realisme capitalista.
Aquesta obra es va desenvolupar en un context sociocultural d'anàlisi traumàtic del passat, concretament des de la Segona Guerra Mundial, de la qual Alemanya va eixir com vençuda, a més d'haver sigut culpable de l'extermini jueu. Alemanya va quedar fragmentada en dos països d'ideologies polaritzades fins a 1989, amb la Caiguda del mur de Berlín. L'obra recull de manera marcada aquest context de la Berlín Occidental, de caràcter capitalista i federal. D'aquesta forma, les obres de Polke pertanyen al corrent del realisme capitalista alemany, que qüestiona tota la producció artística de caràcter soviètic i comunista.
L'obra esta realitzada sobre llenç nu, substituït per un paper de bombolles. Aquesta obra està ben conservada gràcies als tractaments del departament de Restauració de l'IVAM.